# Tribade (Rapgruppe)

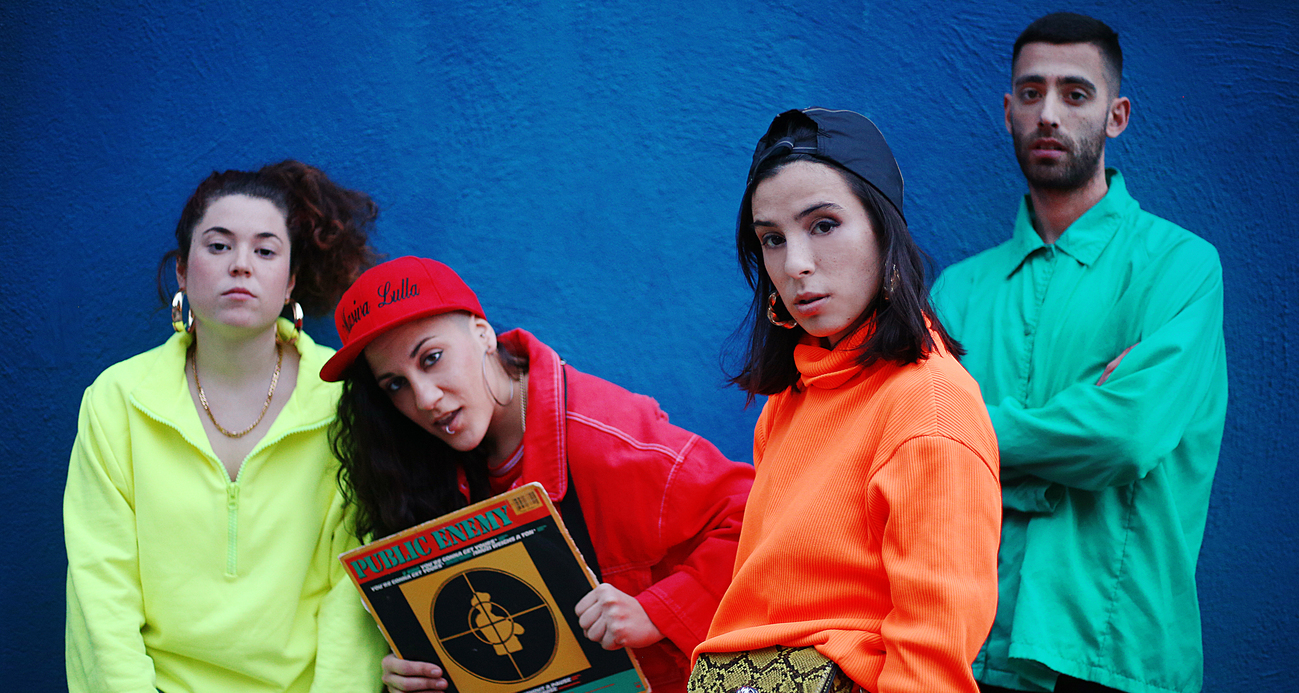
Tribade (2019)

Tribade ist eine Rapgruppe aus Barcelona, die aus MC Bittah, MC Masiva Lulla und DJ Mark besteht. Die Gruppe zeichnet sich durch ihre queerfeministischen Texte und sozialen Themen aus. Musikalisch kombinieren sie Hip-Hop mit Reggaeton und R'n'B.

## Geschichte
Als das erste Musikvideo Guapasa von Tribade  2017 auf YouTube erschien, bestand die Gruppe nur aus Bittah und Masiva Lulla. Wenige Tage später folgte Mujeres (spanisch: Frauen). Nach einigen gemeinsamen Konzerten holten die beiden Sombra Alor als weiteres Mitglied hinzu. Zusammen traten sie als Tribade auf und gingen in Amerika auf Tour. Sombra Alor verließ die Gruppe 2019.
2019 veröffentlichte die Gruppe ihr erstes Album Las Desheredades und wurde im selben Jahr für die Music Moves Europe Talent Awards nominiert. Das Album entstand in Zusammenarbeit mit dem Produzenten Josh186.

## Inhalte
Die Raptexte von Tribade sind von sozialen, feministischen und antifaschistischen Themen geprägt. Ihr Feminismus (La Purga) beschäftigt sich mit Themen aus dem Bereich LGBTIQ und offenen Beziehungen (Poliamorosa). Ihre sozialen Inhalte sind antikapitalistisch und antifaschistisch geprägt.

## Antiisraelischer Skandal
Im August 2022 entweihten drei Bandmitglieder während eines internationalen Musikfestivals Sziget in Ungarn eine israelische Flagge, indem sie verschiedene Aussagen darauf schrieben, darunter: „Israel existiert nicht“, „Free Palestine“ und „Iss das“ neben einer Zeichnung eines Penis. Später hat das Ministerium für auswärtiges Amt Israels von den Organisatoren des Festivals eine Stellungnahme gefordert. Der Vorstand des Festivals hat darauf reagiert, dass er von der Tat dieser Gruppe enttäuscht sei und sie in Zukunft nicht mehr zu ihren Festivals einladen werden.